# Água mineral

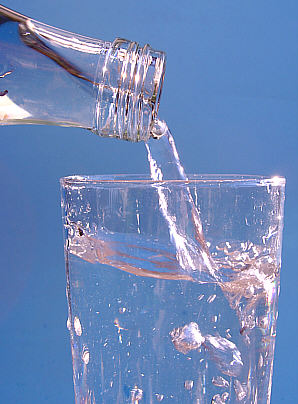
Água mineral sendo servida em um copo.

Água mineral é a água proveniente de fontes naturais ou de fontes artificialmente captadas e que possui composição química ou propriedades físicas ou físico-químicas distintas das águas comuns. Sais, compostos de enxofre e gases estão entre as substâncias que podem estar dissolvidas em tais águas. 

## Origens
Algumas águas minerais são originárias de regiões com alguma atividade vulcânica atual ou pretérita, ou ainda de áreas com rochas diferenciadas, o que lhes fornecem os oligoelementos que lhes trazem as características diferenciadas que permitem sua inclusão em tais classificações.

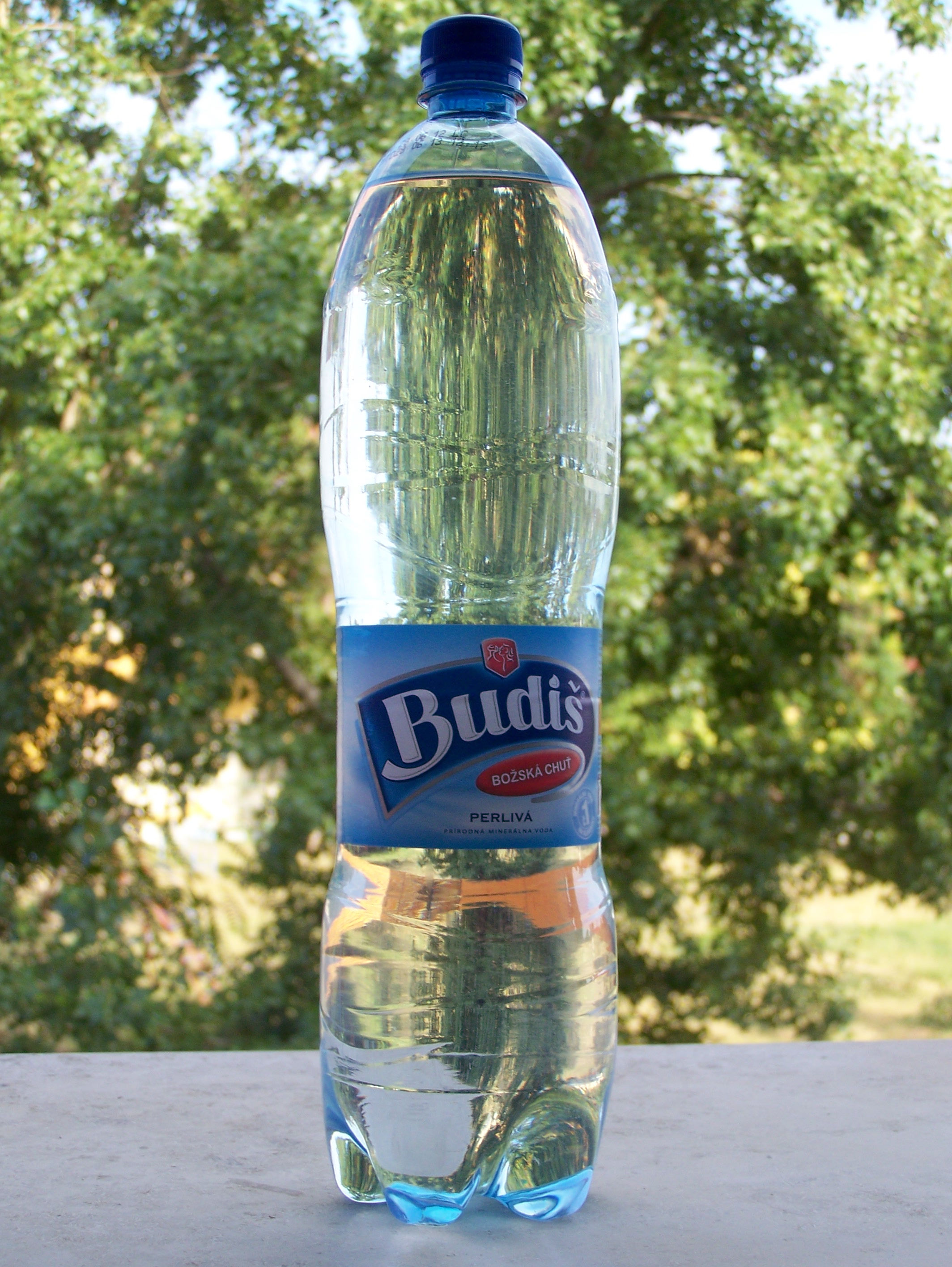
Água mineral comercializada.

As águas minerais subterrâneas retornam à superfície através de fontes naturais ou são extraídas através de poços perfurados.
Os exames físicos, químicos e bacteriológicos determinam se a água mineral é mais indicada para consumo humano ou banhos terapêuticos.

## História

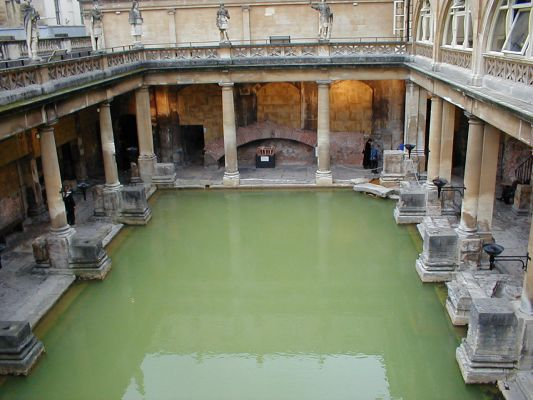
Termais romanos.

Tradicionalmente as águas minerais foram usadas ou consumidas diretamente na fonte. Frequentemente centros turísticos cresceram ou crescem em cima ou em torno de locais que contenham águas minerais, mesmo em épocas antigas como ocorreu no Império Romano, com os famosos banhos públicos.
Modernamente, a água mineral para consumo é distribuída em vasilhames, podendo ser consumida longe das fontes termais. Porém, para banhos terapêuticos ou apenas lazer, as regiões hidrominerais denominadas "estâncias hidrotermais" ou "estâncias hidrominerais" apresentam alguma infraestrutura com hotéis, spas e outras comodidades para os usuários, alem de preservar melhor as características originais das águas, evitando reações químicas indesejadas e alterações decorrentes do envase e mudanças nos níveis de radioatividade.

## Legislação no Brasil
No Brasil a definição de água mineral consta em lei, sendo seguido o denominado "Código de Águas Minerais"  (Decreto-Lei Nº 7.841, de 08/08/1945). Considerando tal definição, a água mineral não deve ser confundida com a água subterrânea, de mina, ou ainda a água de mesa, as quais são águas de composição normal, prov
As garrafas de água mineral feitas de vidro devem ser transparentes, de paredes internas lisas, fundo plano e ângulos internos arredondados, com fecho inviolável, resistente a choques e aprovadas pela ANM.  O rótulo, também padronizado, deve conter: nome da fonte; natureza da água; localidade; data e número da concessão; nome do concessionário; constantes físico-químicas, composição analítica e classificação, segundo a ANM; volume do conteúdo; carimbo com ano e mês do engarrafamento.
As águas minerais carbogasosas naturais devem conter, no rótulo, em local visível, a informação "água mineral carbogasosa natural".  Se o gás foi acrescentado, o rótulo deve ter  a inscrição "Água mineral gaseificada artificialmente". 
Nenhuma informação sobre as propriedades terapêuticas das fontes pode constar dos rótulos, a menos que seja autorizada pela Comissão Permanente de Crenologia.
As águas minerais importadas só podem ser postas à venda após cumprimento, no que lhes for aplicável, a juízo da ANM, das disposições sobre comércio das águas minerais nacionais estabelecidas no Código de Águas.
É proibido o uso endovenoso de água mineral enquanto não ficar provado, em cada caso, ser isso inofensivo para o paciente, a juízo da Comissão Permanente de Crenologia.
No Brasil, a produção e comercialização de águas minerais, desde a publicação da Medida Provisória 791, são regulamentadas e fiscalizadas pela Agência Nacional de Mineração (ANM), que substituiu o extinto Departamento Nacional de Produção Mineral (DNPM). A partir de março de 2007, passou a vigorar no Brasil a RDC nº 173/06, que regulamenta o assunto.
As características de composição e propriedades para classificação como água mineral bem como sua exploração são regulamentadas pelo Decreto-Lei Nº 7.841, de 8 de agosto de 1945 (Código de Águas Minerais).
A legislação em vigor aplicável à exploração das Águas Minerais Naturais para fins de termalismo baseia-se na Lei n.º 54/2015, de 22 de junho (Bases do regime jurídico da revelação e do aproveitamento dos recursos geológicos existentes no território nacional, incluindo os localizados no espaço marítimo nacional) e no Decreto-Lei n.º 86/90, de 16 de março (Diploma regulador da atividade das águas minerais naturais).

## Portugal
Em Portugal Continental existem atualmente 70 concessões de água mineral natural, cuja exploração é distribuída entre: 
- “apenas termalismo”: 40 concessões, 57% do total
- “termalismo e geotermia”: 8 concessões, 11% do total,
- “engarrafamento e termalismo”: 9 concessões, 13% do total
- “apenas engarrafamento": 13 concessões, 19% do total.

## Classificação
Os diversos tipos de águas minerais são classificados segundo a composição química, origem da fonte, temperatura e gases presentes. Estes aspectos determinam a forma de uso: consumo como bebida, apenas para banhos e se são terapêuticas ou não.
Critérios Básicos do Código de Águas Minerais 
I - Características Permanentes da água (composição química) Ex.: Iodetada de Pádua, Milneral, Salutaris, Calita, Fênix, Recanto das Águas, Pindó, Caxambu, Raposo, Soledade, Havaí, São Lourenço, etc.
II - Características Inerentes às Fontes (gases e temperatura) Ex.: As Lindóias, Serra dos Órgãos, Passa Três, Poá, Termais de Caldas Novas (GO) e Poços de Caldas (MG), etc.
A) CLASSIFICAÇÃO QUANTO À COMPOSIÇÃO QUÍMICA:
- OLIGOMINERAL
- RADÍFERAS
- ALCALINA BICARBONATADA
- ALCALINO TERROSAS
- ALCALINO TERROSAS CÁLCICAS
- ALCALINO TERROSAS MAGNESIANAS
- SULFATADAS
- SULFUROSAS
- NITRATADAS
- CLORETADAS
- FERRUGINOSAS
- RADIOATIVAS
- TORIATIVAS
- CARBOGASOSAS

Recebendo portanto o nome do ELEMENTO PREDOMINANTE
B) CLASSIFICAÇÃO QUANTO ÀS CARACTERÍSTICAS INERENTES ÀS FONTES: 
- 1. Quanto aos Gases (especialmete radiativos, geralmente Radônio e Torônio ou outros gases a exemplo das sulfurosas)
- 2. Quanto a Temperatura:
  - FRIAS: temperatura inferior a 25ºC;
  - HIPOTERMAIS: temperatura entre 25 e 33ºC (Ex.: Serra dos Órgãos - RJ);
  - MESOTERMAIS: temperatura entre 33 e 36ºC (Ex.: York - PI);
  - ISOTERMAIS: temperatura entre 36 e 38ºC;
  - HIPERTERMAIS: temperatura acima de 38ºC (Ex.: Thermas Antônio Carlos - Poços de Caldas - MG; Caldas Novas - GO).